# Unzial 050
Der Unzial 050 (in der Nummerierung nach Gregory-Aland; von Soden AL1) ist eine griechische Handschrift des Neuen Testaments, die auf das 9. Jahrhundert datiert wird. Die Handschrift ist nicht vollständig.

## Beschreibung
Die Handschrift umfasst nahezu das gesamte Evangelium nach Johannes auf 19 Pergamentblättern mit vielen Lücken. Sie hat ein Format von 32,5 × 24 cm. Das Pergament ist nicht fein, die Tinte ist schwarzbraun. Der Text steht in eine Spalte mit 5–9 Zeilen. Spiritus asper, Spiritus lenis und Akzente sind vorhanden. Die Handschrift enthält Katene. Die Kommentare sind in Kleinschriftbuchstaben geschrieben.
Die Handschrift enthält den Text Johannes 1,1.3–4; 2,17–3,8.12–13.20–22; 4,7–14; 20,10–13.15–17.
Der Vers 21,25 wiederholt sich zweimal, Vers 20,17 sogar dreimal.

## Text
Der griechische Text des Codex wird der Kategorie III zugeordnet.
In Johannes 3,12 findet sich die Textvariante πιστευετε (ihr glaubt) – anstelle von πιστευσετε (ihr werdet glauben) – so wie auch in den Handschriften Papyrus 75 und Unzial 083.
Johannes 20,10–13.15
ΑΠΗΛΘΟΝΟΥΝΠΑΛΙΝΠΡΟΣΕΑΥΤΟΥΣΟΙΜΑΘΗ
ΤΑΙ.ΜΑΡΙΑΜΔΕΙΣΤΗΚΕΙΠΡΟΣΤΟΜΝΗΜΕΙ
ΟΝΕΞΩΚΛΑΙΟΥΣΛ.ΩΣΟΥΝΕΚΛΑΙΕΝΠΑΡΕΚΥ
ΨΕΝΕΙΣΤΟΜΝΗΜΕΙΟΝ.ΚΑΙΘΕΩΡΕΙΔΥΟΑΓ
ΓΕΛΟΥΣΕΝΛΕΥΚΟΙΣΚΑΘΕΖΟΜΕΝΟΥΣΕΝΑ
ΠΡΟΣΤΗΚΕΦΑΛΗΚΑΙΕΝΑΠΡΟΣΤΟΙΣΠΟΣΙ
ΟΠΟΥΕΚΕΙΤΟΤΟΣΩΜΑΤΟΥΙΥ.ΚΑΙΛΕΓΟΥ
ΣΙΝΑΥΤΗΕΚΕΙΝΟΙ.ΓΥΝΑΙΤΙΚΛΑΙΕΙΣ;
ΛΕΓΕΙΑΥΤΟΙΣ.ΓΥΝΑΙΤΙΚΛΑΙΕΙΣ;
ΤΙΝΑΖΗΤΕΙΣ.ΕΚΕΙΝΗΔΟΚΟΥΣΑΟΤΙ
ΟΚΗΠΟΥΡΟΣΕΣΤΙΝΛΕΓΕΙΑΥΤΩ.ΚΕΕΙΣΥ
ΕΒΑΣΤΑΣΑΣΑΥΤΟΝΕΙΠΕΜΟΙΠΟΥΕΘΗΚΑΣ
ΑΥΤΟΝΚΑΓΩΑΥΤΟΑΡΩ.

## Geschichte
Diese Handschrift wurde im Kloster Dionysiu auf dem Berg Athos geschrieben. Sie wurde von Tregelles und Tischendorf untersucht. Er ist jetzt in vier Teile aufgeteilt:
- 7 Blätter im Kloster Dionysiou (2 (71)) in Athos
- 7 Blätter im Historischen Museum (V. 29, S. 119) in Moskau
- 3 Blätter in der Christ Church (Oxford) (Wake 2,3)
- 2 Blätter in Athen (1371) aufbewahrt.[1]